# مسكل
لمَــسْـكَـــلْ من الأعياد فائقة الأهمية في إثيوبيا و أريتريا و يوافق اليوم الرابع عشر من شهر مَــسْــكَـرم الذي هو الشهر الأول في السنة الإثوبية، بالنسبة لشعب الكنيسة الأورثوذكسية التوحيدية الإثيوبية و الكنيسة الأورثوذكسية الأريترية (27 سبتمبر أو 28 في السنة الكبيسة ) أما بالنسبة للكنائس الأورثوذكسية الأخرى – خلاف الكنيسة التوحيدية و هي الأكبر في إثيوبيا – و الكنائس الكاثوليكية و البروتستانتية فإن الاحتفال بالمسكل يقع في اليوم الرابع عشر من سبتمبر لأن هذه الكنائس تعتمد التقويم الغريغوري المعروف في العالم العربي بالميلادي . معنى كلمة مسكل باللغة الإثيوبية الأم ( الجيئزية بالأمهرية : جِـئِـزْ غونغا ) هو الصليب و كذلك في كل اللغات المشتقة منها مثل : الأمهرية و التغرينجا و من المعروف ان اللغة الجيئزية هي ( لغة أصلية ) و اللغات الأمهرية و التغرينجا و باقي اللغات الإثيوبية السامية هي ( لغات مشتقة ) ، و بناءً على ذلك فيمكننا ترجمة عيد المسكل إلى عيد الصليب و بمراعاة الجذور التاريخية تكون الترجمة الأدق هي عيد اكتشاف الصليب الأصلي، الذي صلب عليه المسيح (كِـرِيسْـتُوسْ) .
و أصل المسكل يعود إلى رؤيا رأتها الملكة هيلينا أو القديسة هيلانا ( كُـدُّسْ إيلينا ) قالت أن الوحي جاءها في المنام و أمرها بإشعال نار كبيرة في العراء و سوف ينتشر الدخان في السماء ثم يعود إلى الأرض ليحدد بدقة مكان الصليب الأصلي، فامرت كل سكان مدينة القدس بجمع كميات كبيرة من الحطب و فعلاً دلَّ الدخان على مكان الصليب الأصلي كما يعتقد المسيحيون الإثيوبيون و الإريتيريون .
و السر في الأهمية العظمى التي توليها الكنيسة الأورثوذكسية التوحيدية الإثيوبية لهذه المناسبة الدينية بالذات يعود إلى أن هناك اعتقاد أن أجزاءً من الصليب الأصلي الذي تم اكتشافه بواسطة رؤيا الملكة القديسة هيلينا ( كُـدُّسْ إيلينا ) قد وصلت عن طريق مصر ( غيبسي ) إلى أثيوبيا و أنها لا تزال موجودة هناك عند قمة جبل أمبا غَـشَنْ الذي يعتبر من المزارات الدينية المهمة و الذي يأخذ فعلاً شكل الصليب
طقوس الاحتفال بالعيد تتضمن إشعال نار كبرى و الخشب الذي يستخدم في إيقاد النار يقومون يتزيينه بأنواع معينية من الزهور الجميلة، و هذا الطقس أما ان يتم تنفيذه في نفس يوم المسكل أو في الليلة التي تسبقه، و بعد انطفاء النار يقوم المؤمنون برسم علامة الصليب على جباههم و يعتقد البعض ان رسم الصليب برماد خشب الاحتفال يعني الغفران الكامل لكل الخطايا تماما كما في أربعاء الرماد بالنسبة للكنائس الغربية،.و يعتقد البعض ان اتجاه الدخان و طريقة تكوم الرماد تحدد و تشير إلى مجرى حياة الأفراد في المستقبل، تماماً كما حدد الرب بواسطة سحابة من الدخان الطريق لأبناء إسرائيل حسب القصة الشهيرة في سفر الخروج .